# إيريشوم الثاني
إيريشوم الثاني هو ملك آشور من سنة 1815 حتى سنة 1809 ق م، حكم لمدة 6 سنوات، تمكن شمشي أدد الأول من خلعه من الحكم ليحكم مكانه.